# Nicolae Pantea
Nicolae Pantea (n. 12 februarie 1946 în Beliu, Arad) este un fost fotbalist român care a jucat la FC Steaua București.